# Triticella flava
Triticella flava är en mossdjursart som beskrevs av Dalyell 1848. Triticella flava ingår i släktet Triticella och familjen Triticellidae. Arten är reproducerande i Sverige. Inga underarter finns listade i Catalogue of Life.